# Акмеизм
Акмеи́зм (от др.-греч. ἀκμή — «расцвет чего-либо») — поэтическое направление в русской поэзии 1910-х годов. Акмеисты провозглашали материальность, предметность тематики и образов, точность слова. Акмеизм — это культ конкретности, «вещественности» образа, «искусство точно вымеренных и взвешенных слов». Его программа была впервые публично оглашена 19 декабря 1912 года в кабаре «Бродячая собака» в Петербурге.
Становление нового течения тесно связано с деятельностью оппозиционного по отношению к «Академии стиха» объединения «Цех поэтов», центральными фигурами которого были основатели акмеизма Николай Гумилёв, Анна Ахматова, занимавшая пост секретаря «Цеха», и Сергей Городецкий.
Современники давали термину и иные толкования, Владимир Пяст видел его истоки в псевдониме Анны Ахматовой, по-латыни звучащем как akmatus, некоторые указывали на его связь с греческим ἀκμή («остриё»).
Термин «акмеизм» был воздвигнут в 1912 году Николаем Гумилёвым и Сергеем Городецким, по их мнению, на смену переживающему кризис символизму идёт направление, обобщающее опыт предшественников и выводящее поэта к новым вершинам творческих достижений.
Название для литературного течения, по свидетельству Андрея Белого, было выбрано в пылу полемики и не являлось вполне обоснованным, об «акмеизме» и «адамизме» в шутку заговорил Вячеслав Иванов, Николай Гумилёв подхватил случайно брошенные слова и окрестил «акмеистами» группу близких к себе поэтов.
Особенности акмеизма:
1. Самоценность отдельной вещи и каждого жизненного явления.
2. Предназначение искусства — в облагораживании человеческой природы.
3. Стремление к художественному преобразованию несовершенных жизненных явлений.

## Акмеизм в творчестве писателей
Акмеизм утвердился в теоретических работах и художественной практике Николая Гумилёва (статья «Наследие символизма и акмеизм», 1913), Сергея Городецкого («Некоторые течения в современной русской поэзии», 1913), Осипа Мандельштама (статья «Утро акмеизма», опубликована в 1919 году), Анны Ахматовой, Михаила Зенкевича, Георгия Иванова, Елизаветы Кузьминой-Караваевой.
В 1912—1913 годах выпускался журнал Цеха поэтов «Гиперборей».